# Парк природе „Орјен“ у Републици Српској
 Парк природе „Орјен“ који спада у нова заштићена подручја Орјена и Бијеле горе (северне стране Орјена)  на територији Града Требиња у Републици Српској, Босна и Херцеговина. Основну вредност Парка представљају геолошка, геоморфолошка, биолошка и пејзажна разноврсност и очувани природни екосистеми (изузетне миколошке, флористичке и вегетацијска разноврсности), са бројним  ендемичним, реликтним, ретким и угроженим врстама. Ово подручје се наводи и као потенцијално подручје ИБА у Босни и Херцеговини. Према Међународној унији за заштиту природе сврстава се у категорију V – Protected Landscape/ Seascape, али без међународног статуса заштите.
На територији Црне Горе, на површини од 8.897 хектара простире се заштићено подручје истог имена и категорије, и са Парком природе „Орјен“ у Републици Српској чини јединствену парковску целину. У том смислу у наредном периоду треба остварити јединство са Парком природе "Орјен" у Црној Гори, у општини Херцег Нови, како би се близина тог заштићеног подручја била значајна у развоју овог подручја.

## Положај
Парк природе „Орјен“ налази се на простору масив Орјен (површине 350 km²) источно од града Требиња, на југоистоку Херцеговине у Републици Српској на крајњој југоисточној тачки Босне и Херцеговине. Територија масива Орјен и Парк природе, се не завршава код Требиња, већ се делимично протеже на Црну Гору и Хрватску.
Заштићено подручје обухвата област спољњег појаса Динарида, у залеђини Јадранског мора.  Основу Парка природе „Орјен“ чини планински масив Орјена са карстном заравни Бијела гора у источном делу обухвата, који се спуштају у правцу запада и севера. На сјеверу се граница спушта до Требишњице, односно језера Горица. Заштићено подручје налази се на надморској висини између 290 и 1.865 метара.
На истоку и југоистоку Парк се наслања на државну границу са Црном Гором, док је део југозападне, односно западне границе заштићеног подручја, у рејону Подштировника, у дужини од 300 метара, и представља међудржавну границу са Хрватском.  Заједно са суседним Ловћеном, Орјен чини посебан планински прстен око Боке Которске, једног од најлепших залива на свету.

### Централна координата заштићеног подручја
По Гриничу централна координата заштићеног подручја је на:
- 42° 38' 59.9694" северне географске ширине
- 18° 29' 4.4904" источне географске дужине.

Природно добро се пружа правцем од југа ка северу, у дужини од 20,1 километара и од запада ка истоку у дужини од 16,6 километара.

### Прилаз
Парк је удаљен од Дубровника 27 км, Херцег Новог 38 км, Никшића 70 км, Мостара 115 км, Подгорице 120 км, Сарајева 230 км, Бањалуке 360 км, Београда 480 км. Од луке Бар удаљено је 152 км, а од луке Плоче 120 км. Од путних праваца најзначајнији су Београд – Дубровник и Мостар – Подгорица. Најближи аеродроми су у Ћилипима (око 40 км), Тивту (око 60 км), Мостару (115 км) и Подгорици (120 км). Планирана је изградња аеродрома на Зубцима код Требиња 2020-тих година. У плану је и изградња Јадранско-јонске магистрале, чиме би се стратешка позиција Требиња и Парка природе „Орјен“ битно побољшала.

## Заштита и пространство
Још из периода  СФР Југославије па надаље, постојале су бројне иницијативе усмерене на заштиту и валоризацију јединствене природе ове крашке планине пуне занимљивости,. Још 1960-тих година покренута је иницијатива да се формира Национални парк Орјен. Подељен између три републике и пет општина, за његову валоризацију се није могао наћи заједнички језик,  све до 2018. године када је  коначно Парк природе „Орјен“ прво почео  са радом 2018. године, на територији Црне Горе а од 2020. и на територији Херцеговине, односно Републике Српске и Босне и херцеговине. Парк је статус у обе државе стекао пре свега захваљујући бројним ендемским биљним врстама, међу којима доминира горостасна муника, ендемска врста бора, до које се не може лако доћи иако се види са готово сваке тачке Боке которске, дубровачког и херцеговачког залеђа.
Подручје Орјена и Бијеле горе на територији Града Требиња проглашено је за заштићен
подручје пете категорије (заштићени пејзажи - парк природе) 2020. године на основу Одлуке Владе Републике Српске, на површини од од 16.715,83 хектара. Овај парк је након проглашења постао највеће заштићено подручје у Републици Српској, од укупно 27 паркова колико их тренутно  има, и тиме повећао проценат заштићене територије у Републици Српској са 1,3 одсто порасла на два одсто укупне површине Републике Српске, тако да се у 2020 години, под заштитом нашло укупно 48.822 хектара.

Парка природе „Орјен“ проглашен је на је иницијативу Републичког завода за заштиту културно-историјског и природног наслеђа и теренских истраживања обављених 2018. и 2019. године. Средства за оснивање Парка обезбеђена су у оквиру пројекта Глобалног фонда за животну средину (GEF) и Уједињених нација за животну средину у Босни и Херцеговини (United Nations Environment Programme - UNEP) чији је основни циљ:
„Постизање очувања биолошке разноврсности кроз успостављање и ефикасно управљање заштићеним подручјима и изградњу капацитета за заштиту природе у Босни и Херцеговини“.
 Пре проглашења простора Орјена у парк природе Завод за заштиту културно-историјског и природног наслеђа  РС израдио је Студију за проглашење заштићеног подручја и исту упутио Министарству за просторно уређење, грађевинарство и екологију које је припремило акт о проглашењу и спровело поступак јавног увида. Након тога следила је Одлуке Владе Републике Српске, о проглашењу Орјена и Бјеле горе за парк природе.
Такође изменама и допунама просторног плана Републике Српске до 2025. године, подручје Орјена и Бијеле горе планирано је као заштићено природно добро, што подразумева уважавање потреба аутохтоног становништва и локалне заједнице, укључујући употребу ресурса за опстанак у оној мери у којој то неће изазвати негативан утицај на примарне циљеве управљања.
Парком природе "Орјен" управља Јавно предузеће "Шуме Републике Српске", Центар за газдовање кршом, са седиштем у Требињу.

### Зоне заштите
Одлуком Владе Републике Српске  унутар дефинисане - границе заштићеног подручја,  налазе се три зоне заштите, управљачи  и начин управљања.  Та сваку од зона заштите у први, други или трећи режим прописане мере за очување природних вредности идентификованих на том подручју.
Приликом одређивања заштитних зона поштована су права својине, и водило се  рачуна да се право приватних власника не ограничи.
Подручје које је зонирано у првом и другом степену заштите је у државном власништву.

#### Режи заштите првог степена
Режим заштите I степена установљен ја на простору од 255,58 hа, или 1,53% укупне површине
заштићеног подручја, односно мали проценат подручја  (југозападна или југоисточна граница Парка природе) у коме је  идентификован мали резерват прашуме  (подручје Штирин дол).
У овој заштитној зони дозвољени су научноистраживачки и образовни пројекти, као и школе у природи и активности усмерене ка очувању и унапређивању постојећег стања екосистема.

#### Режи заштите другог степена
Режим заштите II степена (састављен из две цјелине) установљен је на простору од 7.369,25 hа, у коме је ограничено и контролисано коришћење природних богатстава. Зоном са режимом заштите другог степена обухваћена су подручја:
- значајне и очуване природне вредности и велики диверзитет врста и станишта. Еколошке вредности овог подручја могу послужити за научне, образовне, туристичке и рекреативне активности,
- подручја велике вредности за очување станишта која могу бити подвргнута активној интервенцији као начину управљања којим се осигурава заштита, очување, ревитализације и одржавање повољног стања,
- подручја велике природне вредности, која је човек својим деловањем обликовао на начин да еколошке, биолошке, културне и пејсажне вредности сачињавају јединствену целину.

Мере заштите прописане у режиму заштите другог степена, на овом подручју дозвољавају управљање, јер се на том подручју често треба  извршити обнова или побољшање услова са одређеним мерама како би одређене биљне или животињске врсте преживеле. У том смислу у режиму заштите II степена заштите спроводи се на делу заштићеног подручја са делимично измењеним екосистемима у којима су могуће одређене привредне активности, без последица по примарне вредности његових природних станишта, популација и екосистема, као и контролисане традиционалне делатности које неће угрозити примарне вредности подручја.

#### Режи заштите трећег степена
Режим заштите III степена (који је најслободнији) заузима 9.090,45 hа, што чини 54,38% укупне површине заштићеног подручја. Овај простор је намењен рекреацији, туризму и одређеним врстама градње, односно инфраструктурним пројектима који су у функцији заштићеног подручја, односно за изградњу планинарских домова и викенд-одмаралишта.
У режим заштите III степена улазе све површине изван режима заштите I и II степена, укључујући и све изграђене целине.
Приликом одређивања заштитних зона поштовано је право својине, и вођено је рачуна да се право приватних власника не ограниче.

## Власништво
Од укупне површине Парка природе „Орјен“ која износи 16.715,83 хектара, у својини Републике Српске налази се 11.037,28 ha или 66,03% подручја. Остатак површине је у приватном власништву.

## Саобраћајна повезаност
Саобраћајни приступ северном делу подручја могућ је магистралним путем M-6 Требиње —Жупа (пут према Никшићу). У насељу Ластва се одваја локални пут којим се може приступити Бијелој Гори, док се у Жупи налази скретање за регионални пут Р-430 који води до Аранђелова и границе са Црном Гором, а даље ка Грахову. Јужном делу обухвата заштићеног подручја могуће је приступити регионалним путем Р-429 Алексина Међа — Ситница (пут према Херцег Новом). У Тулима и Грабу одвајају се локални путеви према масиву планине Орјен.
Оближњи аеродроми Сарајево, Тиват (удаљен 30 km), Подгорица и Ћилипи (удаљен 17 km) доступни су за долазак са веће даљине.

## Географске карактеристике
Планина Орје је највиша субадриатичка планина динарског орогена. Највиши врх Орјена у Републици Српској је Велика Јастребица (1865 m н. в.) и представља највишу приморску планину Динарског масива у Републици Српској и Босни и Херцеговини, док је највиши врх масива Орјена и приморског појаса Јадрана Зубачки кабао (1.894 m) на територији Црне Горе.
На Орјену је вегетациони алпински простор формиран на свим већим врховима и гребенима. Солифлувидијалне процесе, као посљедице дневних залеђивања и одлеђивања земљишта, су запажене углавном на северним странама Јастребице, Бугањске греде, Реовачке греде, Пазуе и у Павловачком долу испод Зубачког кабла. Сипари су најмаркантније последице тих процеса. Висина планине, која достиже апсолутну вредност од 1.893 m, а релативну од 650 m на хоризонталној даљини од 1 km, такође би одговарала за сврставање Орјена у високе планине.
Глацијално обликовање рељефа
Орјен је за време плеистоцена лежао 700 m изнад сњежне границе. Тако су се развили велики глечери, који су силазили до самог руба Боке которске. Глечери су оставили низ трагова као што су циркови, морене, валови и метаморфне стене. Глечерски валови формирани су у Реовачком и Добром долу. Имали су дужину од 10 km и завршавали су се великим терминалним моренама. Субрин амфитеатар је по геоморфолошкој еволуцији специфични цирк лавинског типа.
Према истраживању орјенске глацијације, ледена маса је достигла величину од 150 km² и дебљину до 350 m. Деловање ледника је најуочљивије у љутом изгледу изразито глацијално обликованог врха Орјена. Некадашњи глечери и данас утичу на екологију Орјена.
Карстни рељеф
Парка природе „Орјен“ је карстни рељеф. Због великог утицаја последњег леденог доба, поред насталог компактног карста, на Орјену се истичу и ледничке стене као последица таложења ледничког материјала након некадашње глацијације којој је ово подручје било изложено. Најзначајнији облик настао радом глечера у заштићеном подручју је леднички валов који је сишао у Добри до, између два доминантна гребена – Велике Јастребице и Бугање греде. Моренски материјал је исталожен како на Бијелој гори тако и на ширем подручју масива. Дуги период таложења карбонатних стена, оштећеност ових маса тектоником, убирањем и раседањем као  и велика количина „агресивних“ вода условиле су настанак и развој дубоке карстификације. 
Спелеолошки објекти на подручју Орјена
Као резултат дубоке карстификације, у читавом масиву Орјена развијен је подземни карстни рељеф који је највећим делом представљен објектима јамског и понорског типа. У Парку природе „Орјен“ утврђено је и описано 47 спелеолошких објеката од којих њих 13 има одлике пећина чија дужина канала углавном не прелази 50 метара.
| 1. . Јама испод Гребена Оријен 2. . Јама код Букве 3. . Јама Раткуша 4. . Јама Опасна 5. . Јама Двије 1 – 2 6. . Јама Убла 1 7. Јама Брњова 8. . Јама Коњско 9. . Јама Дубока 10. . Пећина Врањеш 11. . Јама више Ороваца 12. . Јама код кућа Грубача 13. . Јама Руђин до 14. . Јама код Крушјеве густјерне 15. . Јама Бравеник 16. . Пећина Граб-1 17. . Ноћна јама 18. . Букова пећина 19. . Јама Уска 20. . Потпећак 1 21. . Мала јама 22. . Ледена пећина 23. . Јама Вучји зуб 24. . Јама на Лисичијој греди | 1. . Јама у Дубокој рупини 2. . Понор Л1 3. . Јама Бањалучанка 4. . Јама на Медовом долу 5. . Мала пећина 6. . Мијатова торина 7. . Јама на коси изнад Бареног дола 8. . Јама изнад Влашког дола 9. . Микушина јама 10. . Сиљевачка пећина 11. . Двогла јама 12. . Сушићка јама 13. . Језерачка јама 14. . Калуђерова јама 15. . Калуђерова пећина 16. . Јама на брду Скорупан 17. . Јама Дубоки ледници 18. . Пећина Дубоки ледници 19. . Јама Снијежница у Радовановој клачини 20. . Јама Убла 2 21. . Пећина Ракуша код Клубука 22. . Јама Растуша у Бијелој гори 23. . Јама Бездан у Праси |

## Клима
На основу географског положаја, подручје Орјена и Бијеле горе у потпуности припада појасу са правом медитеранском климом. Орјен има планинску климу али са јаким утицајем медитеранске климе, и нешто више падавина у односу на просек за овај тип климе. С обзиром да се налази на рубу Јадрана, Орјен представља границу продора топлих и влажних ваздушних маса са мора, што утиче на велике количине годишњих падавина, на највишим врховима углавном у виду снега. Снежни покривач на Бијелој гори траје и више од 140 дана.
По количини падавина Орјен је на првом месту у Европи. На то у хладнијем делу године утичу циклони који доносе велике количине влаге преласком преко релативно топлог Средоземног мора. При форсираном дизању преко зими хладних Динарида, долази до кондензације и до најобилнијих падавина у Европи.
Лета су сува и врела, посебно у јулу и августу. Летње суше према статистици трају 2 месеца. Зависно од године, понекад и више месеци, а понекад нису изражене.
Карактеристични су и специфични микроклиматски услови који се разликују у зависности од надморске висине, експозиције, удаљености од мора, разуђености терена и биљног покривача, што је основа за велику разноврсност и бројност, као и ендемичности флоре и фауне подручја.  

## Хидрографија
Површинска речна мрежа је развијена само на северу Парка природе „Орјен“,  на коме је претежно по површини доломитних стена формиран слив Сушице. На контакту са водонепропусном подином присутна су бројна врела, а река Требишњица, односно Требињско језеро чине северну границу заштићеног подручја.
Око водотокова издвојени су заштитни појаси у зони:
- Требињског језера, ширине 100 m,
- реке Требишњице, ширине 50 m,
- уз поток Тиса, 60 m,
- Сушице,  60 m,
- Добре воде, 60 m.

Заштићена су и изворишта Чесма и Бегова корита.

## Биљни и животињски свет
Ледено доба које је владало на простору Орјена имало је једну велику последицу. За више од два милиона година колико је трајало, изменио се живи свет. Биљке и животиње, које се нису могле прилагодити тешким условима промене климе, ишчезле су. Тако живи свет на Орјену још увек носи печат добијен у време глацијације. То је разумљиво ако се има у виду да се ледено доба завршило само пре десет и по хиљада година. Задњи глечер који се са Орјена повукао пре петнаест хиљада година, за собом је оставио неке биљке које су иначе из арктичких крајева нашле уточиште на највишим врховима. Такви глацијални реликти нађени на Орјену лат. Druas octopetala (ретко на Јастребици), лат. Leontopodium alpinum (наведен у литератури), лат. Hieracium villosum, лат. Betula pendula.

### Флора
Разноврсност биљног света огледа се у 1.088 таксона. Од укупног броја: 156 таксона је ендемично (113) и субендемично (43) за Балканско полуострво, док се на Уредби о црвеној листи заштићених врста налази чак 248 таксона.

#### Ретке и угрожене врсте биљака
У ретке и угрожених врста биљака спадају:
- Дивља јабука (Malus communis)
- Дивља крушка (Pyrus pyraster ) појединачно
- Муника (Рinus heldreichii)
- Линцура (Gentiana lutea) - одјел 103
- Орјенска удика (Viburnum maculatum)
- Босанска перуника (Iris rechenbachii var bosniaca)
- Мечија лијеска Corylus colurna
- Јаребика (Sorbus auccuparia)
- Дивљи тулипан (Tulipa sylvestris)
- Месождерка (Pinguicula vulgaris)
- Нежна коцкавица (Fritillaria gracilis)
- Коловрц (Ranunculus scutatus)
- Ива,
- Кнапов каранфил
- Бадемолисна крушка

#### Биљне врсте нове за науку
Са Орјена и његових падина описане су бројне биљне врсте, нове за науку, као што су нпр: 
- Пријатна кандилка (Aquilegia grata),  вишегодишња зељаста биљка из породице љутића.
- Томазинијева жућица (Cytisus tommasinii),  биљка из породице махунарки.
- Хунтерова ластавина (Vincetoxicum huteri), зимзеленовка,  цветајућа биљака из фамилије која обухвата дрвеће, жбуње, биље коије обухвата дрвеће и вреже. Спада у отровне лековите биљке.
- Салвиа (Salvia brachyodon), из најбројнијег рода породице уснатица (Lamiaceae) са око 800 врста једногодишњих, вишегодишњих, зељастих, полужбунастих и жбунастих врста.
- Уродица (Melampyrum fimbriatum),  биљни род из породице воловотковки.
- Сатуреја (Satureja horvatii), род ароматичних и лековитих биљака из фамилије уснатица Lamiaceae који обухвата око 30 врста. Центар распростртањења рода је Медитеран а најпознатије врсте у Србији су чубар, планински чубар и ртањски чај.
- Iris orjeni,
- Euphorbia orjeni,
- Lonicera glutinosa,
- Achillea abrotanoides,
- Amphoricarpos neumayeri,
- Crepis pantoscekii.

На заштићеном подручју евидентирана су 42 различита станишна типа, од којих је 21 од значаја за Европску унију. 
- Пријатна кандилка
- Хунтерова ластавина
- Салвиа
- Уродица
- Сатуреја

Шуме
Шумске површине са јелом и буквом насељавају дубоко земљиште на моренама. Изнад густе шуме појединачне групе јеле и мунике се налазе на стрмим стијенама. Шуме мунике представљају један од најпознатијих атрибута планине, тако да су најближе првој асоцијацији, симболу или заштитном знаку целог Парка природе. Оне су ендемске и реликтне  врсте дрвета која представља субендем јужних Апенина и југоисточних Динарида. Такође, посебну вредност представљају илирске букове шуме, (најјужније букове шуме Републике Српске).
Јела је нарочито интересантно дрво. Популација на Бијелој гори се неким особинама разликује од осталих динарских популација, сем можда оних на Биокову. У плеистоцену је дошло до хибридизације двеју балканских врста јеле, европске и грчке. Хибридних популација има нарочито  у Македонији, Бугарској и Грчкој.
Прашуме са јелом остале су делимично на Гвозду и дуж гребена од Гумбара до Вељег лета. Почектом 1960-тих година почела је сеча шума у Бијелој гори, што је довело до  девастирања. Остатак, и по естетској вредности и генетичком потенцијалу, треба сачувати.
- Јела и муника су најзначајнији четинари Орјена.
- Камењарка расте на стијенама унутар муникових или чистих јелових шума.
- насељава камењарке.
- Орјенска перуника је ендем Орјена.
- Њежна коцкавица.
- Грчки јавор (терцијарни реликт у субалпинским шумама Балкана).
- Орјенска худика (ендемични жбун).
- Планински божур.

#### Гљиве
Регистровано је укупно 262 врста гљива од чега је:
- 70 врста припадника одељка Ascomycota,
- 191 врста из одељка Basidiomycota
- 1 врста Zygomycota,

Од наведених врста 25 је заштићено због њиховог значаја, реткости и угрожености на глобалном нивоу, а то су: 
| - Amanita boudieri, - Amanita caesarea, - Chamaemyces fracidus, - Clavaria incarnate, - Cortinarius magicus, - Desmazierella acicula, - Entoloma mougeotii, - Entoloma serrulatum, - Entoloma caesiocinctum, - Gyroporus castaneus, - Helvella atra, - Helvella branzeziana, - Lactarius uvidus, | - Hericium erinaceus, - Hygrophorus persoonii, - Hymenoscyphus rhytidiadelphi, - Lactarius musteus, - Melanogaster tuberiformis, - Peziza moseri, - Phaeolepiota aurea, - Pseudombrophila ripensis, - Psilopezia nummularialis, - Thecotheus keithii, - Tricholoma psammopus, - Volvariella bombycina. |

- Amanita boudieri
- Chamaemyces fracidus
- Phaeolepiota aurea
- Lactarius uvidus
- Helvella atra
- Pseudombrophila ripensis

### Фауна

#### Птице
На подручју Бијеле Горе регистрована је 87 врста птица које су сврстане у 14 редова и 33 породице.  Две врсте нису са сигурношћу утврђена због лоших услова посматрања.
Међу ретке врсте које су ретке на само том подручју већ и цијелој Босни и Херцеговини су орао змијар (Circaetus gallicus)   или све ређи сури орао (Aquila chrysaetos).  Друге значајне врсте за заштиту које су означене као ретке или угрожене су:
- Јаребица камењарка (Alectoris graeca),
- Буљина  (Bubo bubo),
- Бела чиопа (Tachymarptis melba),
- Пупавац (Upupa epops),
- Птице певачице  (модрокос  (Monticola solitarius) и вољић маслинар (Hippolais olivetorum).[22]

- Јаребица камењарка
- Буљина
- Пупавац
- Вољић маслинар

#### Ихтиофауна
На северном делу Орјена, у рекама Требишњице, Сушице и Требињског језера откривено је 17 врста аутохтоне и алохтоне ихтиофауне, од којих је 11 врста издвојено као значајно за подручје. На подручју Орјена и Бијеле горе констатовано је 7 врста водоземаца и 10 врста гмизаваца. На овом подручју гмизавци су заступљенија група организама с обзиром на климатско подручје, тип станишта и суровије услове на који су прилагођени. Они су као такође прилагођенији организми и заступљенији у јужнијим и топлијим крајевима у односу на водоземце.
Водоземци и гмизавци у Парку природе „Орјен“ кључни су фактор у ланцу исхране и преносилац енергије од инвертебрата ка вертебратима, изразито гледајући на авифауну овог заштићеног подручја. У Парку се могу пронаћи значајне врсте попут грчког тритона, којој је ово западна граница дистрибуције укупне врсте,   а територија овог Парка је важна и у херпетолошком смислу, јер се може очекивати да у њему живи претежан број субендемичних врста и врста за које је утврђено да су на нивоу целе Републике Српске врло ретке.
Према Црвеној Листи Републике Српске, најзначајније врсте водоземаца и гмизаваца који су до сада пронађени на Бијелој гори и Орјену су:
| Врста                              | Латински назив           | Листа заштите | Слика |
| ---------------------------------- | ------------------------ | --- | ----- |
| Жутотрби мукач                     | Bombina variegata        | - Светска црвена листа IUCN: LC; - Европска црвена листа IUCN:LC; - Директива о стаништима: Додатак II и IV; - Бернска конвенција: Додатак II; - Смарагдна мрежа: Додатак II. |       |
| Мосорски гуштер                    | Dinarolacerta mosorensis | - Светска црвена листа IUCN: VU; - Европска црвена листа IUCN: VU; - Бернска конвенција: Додатак III                                                                          |       |
| Змија леопард (пегава црвенкрпица) | Zamenis sittula          | - Светска црвена листа IUCN: LC; - Европска црвена листа IUCN: LC; - Бернска конвенција: Додатак II; - Директива о стаништима: Додатак II и IV                                |       |
| Шумска корњача                     | Testudo hermanii         | - Светска црвена листа IUCN: NT; - Европска црвена листа IUCN: NT; - Бернска конвенција: Додатак II; - Директива о стаништима: Додатак II и IV                                |       |

#### Сисари
Рецентним истраживањем потврђено је присуство 14 врста сисара, међу којима треба истаћи  присуство значајних врста великих звери,
| Врста                 | Латински назив       | Мониторинг | Слика |
| --------------------- | -------------------- | --- | ----- |
| Мрки медвед           | Ursus arctos         | који је на основу мониторинга сигурно присутан, али не стално (што укључује успешно репродуктивне женке) или само повремено.                                                                              |       |
| Сиви вук              | Canis lupus          | На основу ниторинг који се спроводи већ дужи низ година, може се сматрати да је сигурно присутан, односно да истраживано подручје представља део територије (животног простора) бар једног вучјег чопора. |       |
| Рис                   | (Lynx lynx           | Мониторингом је потребно тек потврдити присуство јединки и да ли се ради о Балканском или Динарском рису.                                                                                                 |       |
| Срна                  | Capreolus capreolus  | |       |
| Северни белогруди јеж | Erinaceus roumanicus | |       |
| Зец                   | Lepus europaeus      | |       |
| Куна                  | Martes sp.           | |       |
| Куна белица           | Martes foina         | |       |
| Евроазијски јазавац   | Meles meles          | |       |
| Волухарица            | Microtus sp.         | |       |
| Ласица                | Mustela nivalis      | |       |
| Риђа волухарица       | Myodes glareolus     | |       |
| Дивља свиња           | Sus scrofa           | |       |
| Слепа кртица          | Talpa caeca          | |       |
| Кртица                | Talpa europaea       | |       |
| Риђа лисица           | Vulpes vulpes        | |       |

## Становништво
Подручје  Парка природе је ретко насељено. Густина насељености је јако ретка и износи 4 ст/km²
У њему постоји 13 настањених и 4 ненастањена насеља, са следећим подацима о броју становника у насељеним насељима, према попису из 1991 и 2013. године:
| Назив насеља   | 1991 | 2013 | Назив насеља | 1991  | 2013 |
| -------------- | ---- | ---- | ------------ | ----- | ---- |
| АРАНЂЕЛОВО     | 114  | 97   | ПОДШТИРОВНИК | 39    | 13   |
| БОГОЈЕВИЋ СЕЛО | 68   | 16   | СКОЧИГРМ     | 146   | 18   |
| ДОЊИ ОРАХОВАЦ  | 39   | 11   | УБЛА         | 0     | 8    |
| ГОРЊИ ОРАХОВАЦ | 69   | 20   | ВУЧИЈА       | 59    | 34   |
| КЛОБУК         | 30   | 24   | ЖЕЉЕВО       | 14    | 9    |
| КОЊСКО         | 79   | 28   | ЖУПА         | 115   | 44   |
| ЛАСТВА         | 523  | 374  |              |       |      |
| Укупно         |      |      |              | 1.295 | 696  |

## Културна баштина
У културној баштини Орјена спадају вредни материјални остаци из енеолита у којима је датирана пећина Врањај. Нижи делови, погоднији за живот, имају већу густину археолошких налазишта, илирских хумки и утврђења, али такође и трагове повременог боравка људи на самим врховима, у којима су пронађени остаци керамичких посуда.
Највидљивији материјални остаци везани су за новије време и масовну употребу планине за летњи узгој стоке и пољопривреду. То су камене колибе, терасаста поља и ограђене долине. Од појединачних зграда издваја се некадашња ветрењача, Ветрењача, као и бистро Гај Муришић на Жуковици, познат по каменој куполи направљеној у сувој техници. Ту су и остаци некадашњих летњих станова у Вучјем долу, Пољицама, Каменској и Убаљској планини.
Из аустроугарско доба, на Орјену датирају  камене пешачке стазе,  и први аутомобилски путеве, који су још увек функционалне грађевине које данас представљају музеје грађевинске технике под ведрим небом. У том погледу посебно је занимљив горњи део војно-стратешког пута Врбањ-Орјенско седло.
| Назив објекта                              | Локација           | Време изградње         | Слика |
| ------------------------------------------ | ------------------ | ---------------------- | ----- |
| Црквиште Сређевица                         | Полуб              | Рани хришћански период |       |
| Средњовековни град Клобук                  | Клобук             | Средњи век             |       |
| Црквишца Светог Стефана Високог            | Убла               | 2000. године           |       |
| Црквиште Светог Архангела Михаила          | Аранђелово         | Средњи век             |       |
| Некропола стећака око Спсове цркве         | Коњско             | Средњи век             |       |
| Стећак у средњовековном граду Клобук       | Клобук             | Средњи век             |       |
| Некропола стећака                          | Бравеник           | Средњи век             |       |
| Мост Јелене Анжујске                       | Вучија             | Средњи век             |       |
| Црквиште Архангела Михаила                 | Клобук             | Средњи век             |       |
| Манастир Светог Ђорђа                      | Бравеник           | Средњи век             |       |
| Црква Илијине Греде                        | Брдо Илијина Греда | Рани хришћански период |       |
| Црква Вазнесење Господње или Спасова црква | Коњско             | Средњи век             |       |

- Материјални остаци у Парку природе из периода Аустроугарске (војна касарна)
- Унутрашњост једне од колиба за летњи узгој стоке и пољопривреду на Орјену

## Туризам
У туристичком смислу  положај Парка природе „Орјен“ је повољан у односу на оближње туристичке
дестинације у Републици Хрватској и Црној Гори, па је тако од Дубровника и Котора удаљен око 30 km,  од Херцег Новог око 15 km. Од аеродрома у Ћилипима (Хрватска) „Орјен“ је удаљен око
17 km, а од аеродрома Тиват (Црна Гора) око 30 km.
Ученички туризам
Парк природе „Орјен“ има вишеструку корист за ученички туризам  и образовање јер омогућава наставницима основних школа да са најмлађим ученицима раде на бројним наставним темама у природи, истиче  директор Основне школе „Вук Караџић“ у Требињу Александар Вукановић...
Боравак у природи подстиче ученике да развијају еколошку свест о очувању и заштити природе. Боравећи у природи, деца заиста посматрају и проучавају своје окружење. Ова врста наставе повољно утиче на развој самосталног посматрања и доприноси активностима деце у проучавању природног окружења.
Ловство
Подручје парка природе Орјен се налази о оквиру спортско-рекреационог ловишта „Леотар“ које је установљено Одлуком Владе Републике Српске, број: 04/1-012-2-2163/15 од 05.10.2015.
године. У њему владају повољни природни услови, и богат диверзитет ловне фауне што пружа одличне услове за развој ловног туризма. Основне врсте дивљачи у овом ловишту су:
| - срнећа дивљач, - зец, - јаребица камењарка, - дивља патка, - дивља свиња. - медвед, | - вук, - лисица, - дивља мачка, - шумска шљука, - препелица... |